# Raja clavata
La raya común o raya de clavos (Raja clavata) es una especie de pez de la familia de los Rajidae en el orden de los Rajiformes. Los machos pueden llegar a alcanzar los 105 cm de longitud total y las hembras 120. Se alimenta de animales bentónicos, preferiblemente crustáceos. Entre sus depredadores se encuentra Chelidonichthys gurnardus.
Es ovíparo y las hembras ponen huevos envueltos en una cápsula córnea.
Es un pez marino, de aguas templadas (70 ° N-29 ° S, 25 ° W-42 ° E), y demersal que vive entre los 20 y los 600 m de profundidad. Se encuentra en el océano Atlántico oriental (desde Islandia, Noruega, mar del Norte y mar Báltico, hasta Marruecos y Namibia), el Mediterráneo y el mar Negro.